# Myodocopida
Los miodocópidos (Myodocopida) es una orden de crustáceos ostrácodos dentro de la subclase Myodocopa.
Los myodocopida se distinguen por un séptimo miembro de forma de gusano, y, usualmente, un rostrum debajo de una hendidura, de donde salen las antenas. En contra de otros ostrácodos, muchas especies de los Myodocopida tienen ojos compuestos laterales. Desde 1975, ha habido mucha investigación en la morfología, conductas y distribución de los miodocópidos. Más recientemente, el estudio de sus secuencias de ADN han sido usadas para estudiar la filogenia de varios grupos.

## Taxonomía
Los miodocópidos incluyen un solo suborden con cinco familias repartidas en tres superfamilias:
Suborden Myodocopina Sars, 1866
- Superfamilia Cypridinoidea Baird, 1850

Familia Cypridinidae Baird, 1850
- Superfamilia Cylindroleberidoidea Müller, 1906

Familia Cylindroleberididae Müller, 1906
- Superfamilia Sarsielloidea Brady & Norman, 1896

Familia Philomedidae Müller, 1906
Familia Rutidermatidae Brady & Norman, 1896
Familia Sarsiellidae Brady & Norman, 1896